# El orden del discurso
El orden del discurso es una lección inaugural que ofreció Michel Foucault en 1970 en el Collège de France, cuando sucedió a Jean Hyppolite en la cátedra de “Historia de los sistemas de pensamiento”.  En dicha lección no da una visión genealógica, como en el resto de sus obras. Es decir, que busca comprender las tácticas y estrategias que utiliza el poder, va a enumerar todos los procedimientos utilizados para conjurar los poderes y peligros del discurso. El objetivo  será la anunciación de la importancia del discurso en su dimensión de materialidad y de acontecimiento singular. No trazará por tanto a la forma de Nietzsche un proyecto de enunciación del desarrollo de ciertas estructuras subyacente a nuestro pensar, que actúan por olvidadas.

## Conceptos básicos
Para entender El orden del discurso de Foucault es necesario tener presentes algunos conceptos clave de su pensamiento. El primero de ellos es el poder que de acuerdo con el filósofo es “una vasta tecnología que atraviesa al conjunto de relaciones sociales; una maquinaria que produce efectos de dominación a partir de un cierto tipo peculiar de estrategias y tácticas específicas”. El poder transita horizontalmente y se convierte en actitudes, gestos, prácticas y produce efectos, sin embargo no se encuentra localizado y fijado eternamente, no está nunca en manos ni es propiedad de ciertos individuos, clases o instituciones.
Junto a la idea de poder, se halla el concepto de discurso; ambos se relacionan y configuran un trinomio en conjunción con el saber: el discurso permite la legitimación del poder y este institucionaliza al saber; entre saber y poder se construye una “política general de verdad”, “la cual se encarga de distinguir los enunciados falsos de los verdaderos, de sancionar los discursos alternativos, y de definir las técnicas y procedimientos adecuados para la obtención de la verdad que interesa al poder”.

## El control de los discursos
La tesis de partida de Foucault es la siguiente:

En toda sociedad la producción del discurso está a la vez controlada, seleccionada y redistribuida por un cierto número de procedimientos que tienen por función conjurar los poderes y peligros, dominar el acontecimiento aleatorio y esquivar su pesada y temible materialidad.
Michel Foucault, El orden del discurso.

## Procedimientos de control externos
Estos son los que se ejercen desde el exterior y funcionan como sistemas de exclusión, en tanto conciernen a la parte del
discurso que pone en juego el poder y el deseo. Los tres grandes sistemas de este tipo son: la palabra prohibida, la separación de la locura y la razón y la voluntad de verdad.

### La palabra prohibida
La palabra prohibida es el procedimiento más evidente y familiar, es decir, “uno sabe que no se tiene derecho a decirlo todo, que no se puede hablar de todo en cualquier circunstancia, que cualquiera, en fin, no puede hablar de cualquier cosa”. Como parte de este sistema se ponen en juego tres tipos de prohibiciones que se cruzan, se refuerzan o se compensan, formando una compleja malla en constante modificación: (1) Tabú del objeto. (2) Ritual de la circunstancia. (3) Derecho exclusivo o privilegiado del sujeto que habla. Asimismo, Foucault resalta que es en las regiones de sexualidad y política en las que esa malla se encuentra “más apretada” y que, debido a estas prohibiciones que recaen sobre el discurso, es posible hallar claramente su vinculación con el deseo y el poder:

El discurso —el psicoanálisis nos lo ha mostrado— no es simplemente lo que manifiesta (o encubre) el deseo; es también lo que es el objeto del deseo; y ya que —esto la historia no cesa de enseñárnoslo— el discurso no es simplemente aquello que traduce las luchas o los sistemas de dominación, sino aquello por lo que, y por medio de lo cual se lucha, aquel poder del que quiere uno adueñarse.
Michel Foucault, El orden del discurso. 

### La separación de la locura y la razón
La separación de la locura y la razón es un sistema de separación y rechazo. Foucault historiza este sistema al contrastarlo en su funcionamiento en la Edad Media y la época contemporánea. Durante la Edad Media, el loco era aquel cuyo discurso no podía circular como el de los otros, puesto que su palabra es considerada como nula y sin valor, así que no contenía ni verdad ni importancia, razón por la cual no era posible ni siquiera que sirviera para testimoniar o autentificar algo: de igual manera a partir de su palabra se reconocerá la locura y se le segregará. A partir de fines del siglo XVIII, se cambia la forma en la que se separa la palabra del loco: ahora es necesaria toda una “armazón de saber” para descifrar dicha palabra, así como toda una red de instituciones (médico, psicoanalista). En otras palabras, “la línea de separación lejos de borrarse, actúa de otra forma, según líneas diferentes, a través de nuevas instituciones y con efectos que no son los mismos”.

### La voluntad de verdad
La voluntad de verdad tiene relación con el tipo de separación que rige nuestra voluntad de saber que ha atravesado diversos siglos de la historia y que va configurando un sistema de exclusión de carácter histórico, modificable e institucionalmente coactivo. Debido a su propiedad histórico-modificable, se ve que en la época de los griegos (siglo VI) el discurso verdadero era aquel que era dicho por quien tenía el derecho y según el ritual requerido, así como no sólo anunciaba el porvenir, sino que contribuía a su realización; después se habría de desplazar la verdad superior del discurso de lo que era  y hacía para residir en lo que decía, es decir, la verdad se desplazó del acto de enunciación al enunciado mismo. Finalmente subraya que la voluntad de verdad se apoyada en un sistema institucional que tiende a ejercer sobre los otros discursos dentro de la sociedad; presión y un tipo de poder de coacción.

## Procedimientos de control internos
En estos los discursos mismos ejercen su propio control y se caracterizan por fungir como principios de clasificación, de ordenación, de distribución para dominar la dimensión del discurso relativa a lo que acontece y al azar. A este rubro pertenecen el comentario, el autor y la organización en disciplinas.

### El comentario
El comentario es aquel que tiene el cometido de “decir al fin lo que estaba silenciosamente articulado allá lejos […] decir por primera vez aquello que sin embargo había sido ya dicho”, así como permite construir (indefinidamente) nuevos discursos. De hecho, hay una nivelación de los discursos entre los que “se dicen” en el acto mismo que los ha pronunciado y aquellos discursos que indefinidamente van más allá de su formulación (son dichos, permanecen dichos y están todavía por decir); en nuestra cultura estos textos son: los textos religiosos o jurídicos, los textos literarios y –en cierta medida– los textos científicos. De igual manera, el comentario limitaba el azar del discurso por el medio del juego de una identidad que tendría la forma de una repetición  y de lo mismo.

### El autor
El autor es entendido como la agrupación del discurso, como origen y unidad de sus significaciones, como foco de su coherencia. Este tiene distinta significación de acuerdo al periodo y al tipo de discurso en que se sitúe, así por ejemplo, desde el siglo XVII en el discurso científico esta función se ha ido oscureciendo de modo que el nombre sirve apenas para designar a un teorema o teoría. Este principio limita el azar por el juego de la identidad que tiene la forma de la individualidad y el yo.

### La organización de las disciplinas
La organización de disciplinas es aquella capaz de reactualizar constantemente las reglas del discurso, se opone al primero por ser lo que se requiere para la construcción de nuevos enunciados y al segundo por su forma de construcción de sistema anónimo ajeno a aquel que ha sido su inventor. Asimismo, para poder conformar una disciplina es necesario su dirección hacia determinado plan de objetos, poder inscribirse en cierto tipo de horizonte teórico y hallarse “en la verdad” (“no se está en la verdad más que obedeciendo a las reglas de una ‘policía’ discursiva que se debe reactivar en cada uno de sus discursos”).

## Otros procedimientos de control de los discursos
Foucault señala la existencia de un tercer grupo de procedimientos que permiten el control del discurso. Estos determinan las condiciones de su utilización, imponen a los individuos que los dicen cierto tipo de reglas y, de esa forma, no permiten a todo el mundo el acceso a ellos.
(a) Enrarecimiento del discurso: no todas las partes del discurso son igualmente accesibles e ininteligibles, algunas se hallan evidentemente protegidas (diferenciadas y diferenciantes).
(b)  Ritual: aquel que define la cualificación que deben tener los individuos que hablan, los gestos, los comportamientos, las circunstancias y todo el conjunto de signos que deben acompañar al discurso, además de fijar la eficacia supuesta o impuesta de las palabras.
(c)  “Sociedades de discurso”: son aquellas cuyo cometido es conservar o producir discursos, empero los hacen circular en un espacio cerrado, distribuyéndolos según reglas estrictas, es decir, regulan la apropiación del secreto y la no intercambiabilidad.
(d)  “Doctrinas”: son aquellas que cuestionan los enunciados a partir de los sujetos que hablan, a la vez que los vincula a ciertos tipos de enunciación y, como consecuencia, les prohíben cualquier otra; sin embargo, se sirve, en reciprocidad, de ciertos tipos de enunciación para vincular a los individuos entre ellos, y diferenciarlos por ello mismo de los otros restantes; “la doctrina efectúa una doble sumisión: la de los sujetos que hablan a los discursos, y la de los discursos al grupo, cuando menos virtual, de los individuos que hablan”.
(e)  La educación: pese a que sirve como instrumento para que todo individuo pueda acceder a cualquier tipo de discurso, es sabido que en su distribución, en lo que permite y en lo que impide sigue las oposiciones y luchas sociales. “Todo sistema de educación es una forma política de mantener o de modificar la adecuación de los discursos, con los saberes y los poderes que implican”.

## ¿Cómo revertir los procedimientos de control?
Foucault señala que pese a que esta parezca una sociedad tan respetuosa hacia el discurso (logofilia), atrás de esto se esconde un temor que, si se desea analizar en sus condiciones, su juego y sus efectos, es necesario replantearse la voluntad de verdad, restituir al discurso su carácter de acontecimiento y, finalmente, borrar la soberanía del significante. Para lograr esto es necesario seguir ciertos procedimientos:
(1)  Trastrocamiento: reconocer en esas figuras que se consideran la fuente de los discursos el juego negativo de un corte y una rarefacción del discurso.
(2)  Discontinuidad: los discursos deben ser tratados como prácticas discontinuas que se cruzan, a veces se yuxtaponen, pero que también pueden ignorarse y excluirse.
(3)  Especificidad: no resolver el discurso como un conjunto de significaciones previas, debe verse como una práctica que es impuesta por nosotros.
(4)  Exterioridad: no ir del discurso hacia su núcleo interior y oculto, hacia el corazón de un pensamiento o de una significación que se manifestarían en él; sino, a partir del discurso mismo, de su aparición y de su regularidad, ir hacia sus condiciones externas de posibilidad, hacia lo que da motivo a la serie aleatoria de esos acontecimientos y que fija los límites.

## El programa de Foucault
Foucault halla que cuatro nociones deben ser el principio regulador en el análisis y que se presentan como oposición a las otras que han dominado de manera tradicional la historia de las ideas: el acontecimiento a la creación, la serie a la unidad, la regularidad a la originalidad y la condición de posibilidad a la significación. De acuerdo con esos principios, propone un trabajo de elaboración teórica que se dispone según dos conjuntos: 
(a)  El crítico que utiliza el principio de trastocamiento: pretende cercar las formas de exclusión, de delimitación, de apropiación, a las que aludía anteriormente; muestra cómo se han formado, para responder a qué necesidades, como se han modificado y desplazado, qué coacción han ejercido efectivamente, en qué medida se han alterado.
(b)  El conjunto genealógico que utiliza los otros tres principios: cómo se han formado, por medio, a pesar o con el apoyo de esos sistemas de coacción, de las series de los discursos; cuál ha sido la norma específica de cada una y cuáles sus condiciones de aparición, de crecimiento, de variación.
Asimismo, menciona que algunas investigaciones que podrían hacerse giran en torno a las prohibiciones que afectan el discurso de la sexualidad, discursos que conciernen a la riqueza y a la pobreza, a la moneda, la producción y el comercio, así como aquellos que versen sobre la herencia.